# Râul Ub
Ub (în sârbă chirilică: Уб) este un râu din vestul Serbiei, are 57 km lungime și este afluentul cel mai lung al râului Tamnava. 
Ub izvorăște din zona muntelui Vlašić din regiunea Podgorina din vestul Serbiei, lângă satul Kasapo. De la sursa sa până la gura de vărsare, râul curge spre est, paralel cu râul Tamnava, cu care se va uni în cele din urmă. 
Satele situate în secțiunea superioară a cursului râului sunt Družetić, Pambukovica și Čučuge, unde Ub se întoarce ușor spre nord, trece apoi prin satele Tvrdojevac și Zvizdar, și prin micul oraș Ub, care probabil este numit astfel după râu. 
Râul Ub continuă spre nord și se întâlnește cu râul Tamnava lângă satul Šarbane. Râul drenează o suprafață de 274 km², aparține bazinului hidrografic al Mării Negre și nu este navigabil. 